# اجدابیا
اَجدابیا (به عربی: إجدابيا) از شهرهای کشور لیبی است.
این شهر مرکز استان واحات است و در ۱۵۰ کیلومتری جنوب بنغازی واقع شده‌است. اجدابیا از سال ۲۰۰۱ تا ۲۰۰۷ مرکز استانی به نام استان اجدابیا بود.
شهر اجدابیا به سه بخش شمالی، غربی و شرقی بخش می‌شود.

## پیشینه
در محل این شهر از زمان رومیان سکونتگاهی وجود داشته‌است به نام کورنیکلانوم ولی پیشرفت اصلی شهری در اجدابیا در زمان فاطمیان انجام شد و هم‌اینک بناهای گوناگونی مربوط به روزگار فاطمی در اجدابیا موجود است.
فاطمیان در سال ۹۱۲ میلادی به این شهر حمله کردند و با ویران کردن مسجد پیشین آن مسجد تازه‌ای بنا کردند.
اهمیت اجدابیا به این خاطر بود که در چهارراه دو مسیر مهم یعنی از یک‌سو در مسیر ساحلی تونس به مصر و از سوی دیگر در مسیر کاروانی از دریا به واحه‌های جالو و اوجله قرار داشته‌است.
در دوران معاصر، ایتالیایی‌ها در میانه‌های مارس ۱۹۱۴ این شهر را اشغال کرده و آن را به طور کامل ویران کردند. از میان بناهای شهر تنها کاخ قدیم فاطمی به‌جا ماند که مرکز فرماندهی نیروهای ایتالیایی در آن قرار گرفته‌بود.
در جریان خیزش اعتراضی سال ۲۰۱۱ در لیبی، شهر اجدابیا به کنترل نیروهای مخالف معمر قذافی درآمد. در جریان این نبردها جنگنده‌های حکومت معمر قذافی، شهر اجدابیا را بمباران کردند.